# 200 mètres dos féminin aux Jeux olympiques d'été de 2020
Navigation
Rio 2016 Paris 2024

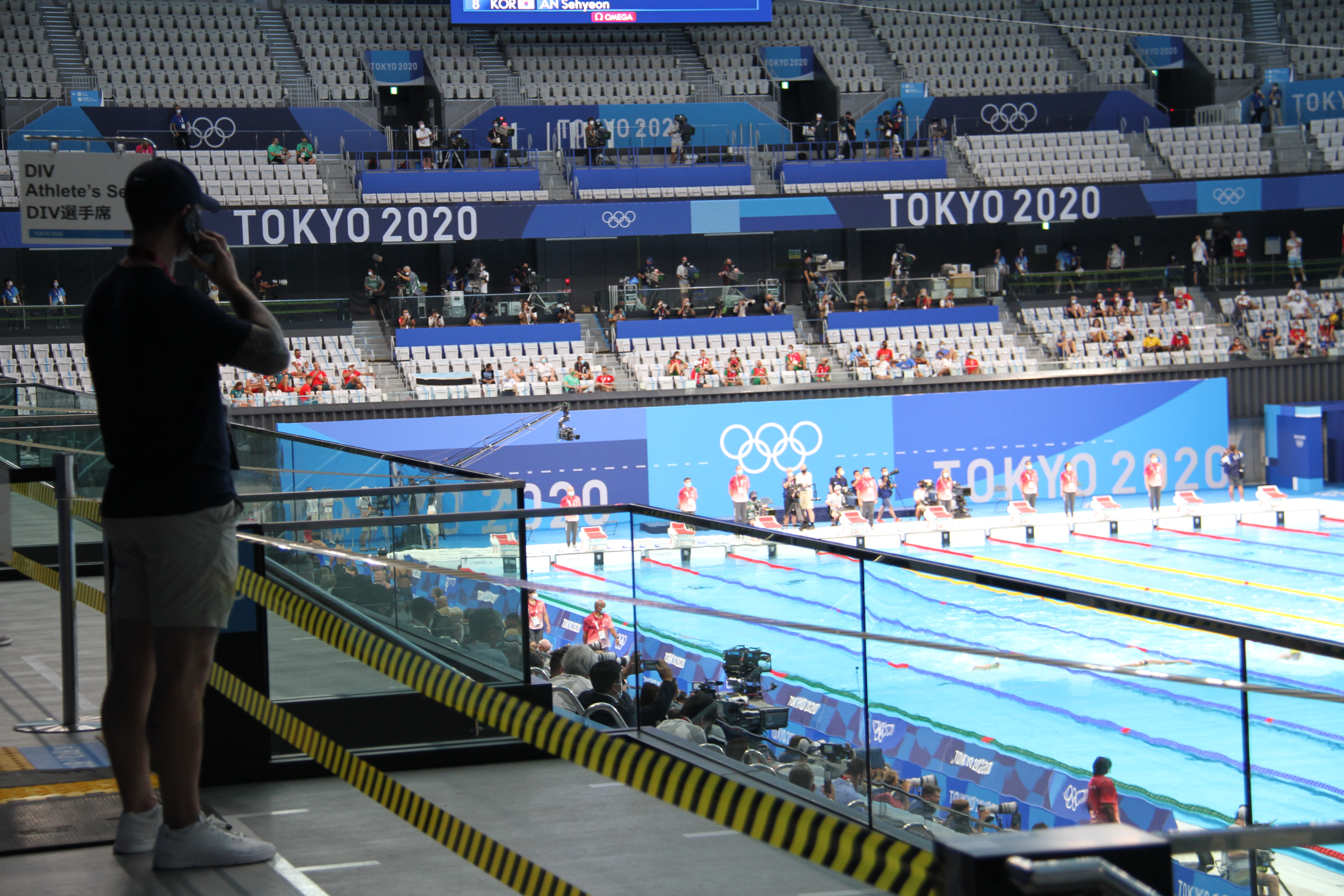
Deux cent mètres dos aux Jeux olympiques d'été à Tokyo

Le 200 m dos femmes est une épreuve des Jeux olympiques d'été de 2020 qui a eu lieu entre les 29 et 31 juillet, au Centre aquatique olympique de Tokyo.

## Records
Avant les Jeux olympiques d'été de 2020, les records étaient les suivants :
| Record du monde  | Regan Smith (USA)    | 2:03.35 | Gwangju | 26 juillet 2019 |
| Record olympique | Missy Franklin (USA) | 2:04.06 | Londres | 3 août 2012     |

## Programme
Heure locale (UTC+9)
| Date       | Heure | Tour         |
| ---------- | ----- | ------------ |
| 29 juillet | 20:05 | Séries       |
| 30 juillet | 11:35 | Demi-finales |
| 31 juillet | 10:37 | Finale       |

## Résultats

### Séries
Les seize meilleurs temps, indépendamment de leur série, sont qualifiées pour les demi-finales.
| Rang | Série | Ligne | Nom                   | Nationalité            | Temps   | Remarques |
| ---- | ----- | ----- | --------------------- | ---------------------- | ------- | --------- |
| 1    | 4     | 4     | Kaylee McKeown        | Australie              | 2:08.18 | Q         |
| 2    | 2     | 5     | Rhyan Elizabeth White | États-Unis             | 2:08.23 | Q         |
| 2    | 4     | 5     | Kylie Masse           | Canada                 | 2:08.23 | Q         |
| 4    | 2     | 5     | Phoebe Bacon          | États-Unis             | 2:08.30 | Q         |
| 5    | 2     | 6     | Yaxin Liu             | Chine                  | 2:08.36 | Q         |
| 6    | 4     | 3     | Taylor Ruck           | Canada                 | 2:08.87 | Q         |
| 7    | 3     | 2     | Xuwei Peng            | Chine                  | 2:09.03 | Q         |
| 8    | 3     | 5     | Emily Seebohm         | Australie              | 2:09.10 | Q         |
| 8    | 4     | 6     | Katalin Burián        | Hongrie                | 2:09.10 | Q         |
| 10   | 3     | 6     | Lena Grabowski        | Autriche               | 2:09.77 | Q         |
| 11   | 2     | 1     | Tatiana Salcutan      | Moldavie               | 2:09.98 | Q         |
| 12   | 3     | 4     | Margherita Panziera   | Italie                 | 2:10.26 | Q         |
| 13   | 4     | 7     | Laura Bernat          | Pologne                | 2:10.37 | Q         |
| 14   | 4     | 2     | Sanz Africa Zamorano  | Espagne                | 2:10.72 | Q         |
| 15   | 4     | 8     | Aviv Barzelay         | Israël                 | 2:11.13 | Q         |
| 16   | 2     | 2     | Sharon van Rouwendaal | Pays-Bas               | 2:11.24 | Q         |
| 17   | 1     | 4     | Ingeborg Løyning      | Norvège                | 2:11.68 |           |
| 18   | 2     | 7     | Eunji Lee             | Corée du Sud           | 2:11.72 |           |
| 19   | 3     | 7     | Daryna Zevina         | Ukraine                | 2:12.30 |           |
| 20   | 3     | 3     | Katinka Hosszú        | Hongrie                | 2:12.84 |           |
| 21   | 2     | 3     | Cassie Wild           | Grande-Bretagne        | 2:12.93 |           |
| 22   | 3     | 1     | Daria Ustinova        | ROC                    | 2:13.72 |           |
| 23   | 1     | 5     | Celina Marquez        | Salvador               | 2:14.72 |           |
| 24   | 4     | 1     | Ali Galyer            | Nouvelle-Zélande       | 2:15.16 |           |
| 25   | 3     | 8     | Simona Kubová         | Tchéquie               | 2:15.81 |           |
| 26   | 1     | 3     | Felicity Passon       | Seychelles             | 2:16.18 |           |
| 27   | 2     | 8     | Krystal Lara          | République dominicaine | 2:18.63 |           |

### Demi-finales
Les huit meilleurs temps, indépendamment de leur série, se qualifient pour la finale.
| Rang | Série | Ligne | Nom                   | Nationalité | Temps   | Remarques |
| ---- | ----- | ----- | --------------------- | ----------- | ------- | --------- |
| 1    | 1     | 6     | Emily Seebohm         | Australie   | 2:07.09 | Q         |
| 2    | 1     | 5     | Phoebe Bacon          | États-Unis  | 2:07.10 | Q         |
| 3    | 1     | 4     | Rhyan Elizabeth White | États-Unis  | 2:07.28 | Q         |
| 4    | 2     | 5     | Kylie Masse           | Canada      | 2:07.82 | Q         |
| 5    | 2     | 4     | Kaylee McKeown        | Australie   | 2:07.93 | Q         |
| 6    | 2     | 3     | Yaxin Liu             | Chine       | 2:08.65 | Q         |
| 7    | 1     | 3     | Taylor Ruck           | Canada      | 2:08.73 | Q         |
| 8    | 2     | 6     | Xuwei Peng            | Chine       | 2:08.76 | Q         |
| 9    | 1     | 7     | Margherita Panziera   | Italie      | 2:09.54 |           |
| 10   | 2     | 2     | Katalin Burián        | Hongrie     | 2:09.65 |           |
| 11   | 2     | 7     | Tatiana Salcutan      | Moldavie    | 2:10.09 |           |
| 12   | 1     | 2     | Lena Grabowski        | Australie   | 2:10.10 |           |
| 13   | 1     | 1     | Sanz Africa Zamorano  | Espagne     | 2:10.42 |           |
| 14   | 2     | 1     | Laura Bernat          | Pologne     | 2:12.86 |           |
| 15   | 2     | 8     | Aviv Barzelay         | Israël      | 2:12.93 |           |
| 16   | 1     | 8     | Sharon van Rouwendaal | Pays-Bas    | 2:12.98 |           |

### Finale
| Rang                                | Ligne | Nom                   | Nationalité | Temps   |
| ----------------------------------- | ----- | --------------------- | ----------- | ------- |
| Médaille d'or, Jeux olympiques      | 2     | Kaylee McKeown        | Australie   | 2:04.68 |
| Médaille d'argent, Jeux olympiques  | 6     | Kylie Masse           | Canada      | 2:05.42 |
| Médaille de bronze, Jeux olympiques | 4     | Emily Seebohm         | Australie   | 2:06.17 |
| 4                                   | 3     | Rhyan Elizabeth White | États-Unis  | 2:06.39 |
| 5                                   | 5     | Phoebe Bacon          | États-Unis  | 2:06.40 |
| 6                                   | 1     | Taylor Ruck           | Canada      | 2:08.24 |
| 7                                   | 8     | Xuwei Peng            | Chine       | 2:08.26 |
| 8                                   | 7     | Yaxin Liu             | Chine       | 2:08.48 |